# Shinri Shioura
Shinri Shioura (Japans: 塩浦 慎理, Shioura Shinri) (Isehara, 5 november 1991) is een Japans zwemmer. 

## Carrière
Bij zijn internationale debuut, op de Wereldkampioenschappen kortebaanzwemmen 2012 in Istanboel strandde Shioura in de halve finales van de 50 meter vrije slag. In Barcelona nam Shioura deel aan de wereldkampioenschappen zwemmen 2013. Zowel op de 50m als de 100m vrije slag werd hij in de halve finales uitgeschakeld. Samen met Ryosuke Irie, Kosuke Kitajima en Takuro Fujii behaalde Shioura een bronzen medaille op de 4x100 meter wisselslag. 
Op de Aziatische Spelen 2014 in Incheon behaalde Shioura 4 zilveren medailles. In 2014 zwom hij als eerste Japanner sneller dan 22 seconden op de 50 meter vrije slag. In een tijd van 21,88 zwom hij ook een Aziatisch record op dit nummer. In 2015 nam Shioura deel aan de Wereldkampioenschappen zwemmen 2015. Op de 50m vrije slag eindigde hij op de 11e plaats, terwijl hij op de 100m vrije slag 15e eindigde.

## Internationale toernooien
| Jaar | Olympische Spelen                                           | WK langebaan                                                                        | WK kortebaan | PanPacs                                                                           | Aziatische Spelen                                                        |
| ---- | ----------------------------------------------------------- | ----------------------------------------------------------------------------------- | --- | --------------------------------------------------------------------------------- | ------------------------------------------------------------------------ |
| 2012 | geen deelname                                               |                                                                                     | 15e 50m vrije slag 27e 50m vlinderslag 5e 4x100m vrije slag                                                                                        |                                                                                   |                                                                          |
| 2013 |                                                             | 15e 50m vrije slag · 10e 100m vrije slag · 8e 4x100m vrije slag · 4x100m wisselslag | |                                                                                   |                                                                          |
| 2014 |                                                             |                                                                                     | 12e 50m vrije slag 8e 100m vrije slag 12e 50m vlinderslag 7e 4x100m vrije slag 7e 4x100m wisselslag                                                | 5e 50m vrije slag 8e 100m vrije slag 4e 4x100m vrije slag                         | 50m vrije slag · 100m vrije slag · 4x100m vrije slag · 4x100m wisselslag |
| 2015 |                                                             | 11e 50m vrije slag 15e 100m vrije slag 6e 4x100m vrije slag 6e 4x100m wisselslag    | |                                                                                   |                                                                          |
| 2016 | 16e 50m vrije slag 27e 100m vrije slag 8e 4x100m vrije slag |                                                                                     | 18e 50m vrije slag · 100m vrije slag · 100m wisselslag · 4x50m vrije slag · 5e 4x100m vrije slag · 4x100m wisselslag · 5e 4x50m vrije slag gemengd |                                                                                   |                                                                          |
| 2017 |                                                             | 14e 50m vrije slag 11e 100m vrije slag 5e 4x100m vrije slag 4e 4x100m wisselslag    | |                                                                                   |                                                                          |
| 2018 |                                                             |                                                                                     | geen deelname | 5e 50m vrije slag · 8e 100m vrije slag · 16e 100m vlinderslag · 4x100m vrije slag | 100m vrije slag · 4x100m vrije slag · 4x100m wisselslag                  |
| 2019 |                                                             | 8e 50m vrije slag 13e 100m vrije slag 9e 4x100m vrije slag                          | |                                                                                   |                                                                          |

## Persoonlijke records
Bijgewerkt tot en met 23 augustus 2019
Kortebaan
| Afstand         | Tijd  | Datum            | Plaats  |
| --------------- | ----- | ---------------- | ------- |
| 50m vrije slag  | 21,25 | 4 december 2014  | Doha    |
| 100m vrije slag | 46,59 | 11 december 2016 | Windsor |

Langebaan
| Afstand         | Tijd  | Datum        | Plaats    |
| --------------- | ----- | ------------ | --------- |
| 50m vrije slag  | 21,74 | 26 juli 2019 | Gwangju   |
| 100m vrije slag | 48,46 | 26 juli 2017 | Boedapest |